# Космос-1916
Космос-1916 је један од преко 2400 совјетских вјештачких сателита лансираних у оквиру програма Космос.
Космос-1916 је лансиран са космодрома Тјуратам, Бајконур, СССР, 3. фебруара 1988. Ракета-носач Сојуз је поставила сателит у орбиту око планете Земље. Маса сателита при лансирању је износила 6600 килограма. Космос-1916 је био осматрачки сателит.